# Râul Canora
Râul Canora este un curs de apă, afluent al râului Almălău. 

## Hărți
- Harta Județului Constanța